# 橫紋寡毛葉蚤
橫紋寡毛葉蚤（学名：Luperomorpha birmanica）为金花蟲科寡毛葉蚤屬下的一个种。